# دائرة أكادير الأطلسية
دائرة أكادير الأطلسية هي إحدى دوائر عمالة أكادير إدا وتنان، التابعة لجهة سوس ماسة، المملكة المغربية. تضم الدائرة 9 جماعات قروية، وبلغ عدد سكانها 68562 فرداً سنة 2004 حسب الإحصاء الرسمي للسكان والسكنى. يتبع للدائرة 53 مشيخة و314 دوار.

## التقسيمات الإداريّة
تعتبر دائرة أكادير الأطلسية إحدى الدوائر المشكّلة لعمالة أكادير إدا وتنان، وهو التقسيم الإداري من المستوى الرابع المعتمد في المغرب. ينقسم عمالة أكادير إدا وتنان إلى 12 جماعات قروية تختلف من حيث السكان والمساحة، والتي بدورها تنقسم إلى مشيخات تضم عدداً من الدواوير.